# Koprivnica (Novi Pazar)
Pour les articles homonymes, voir Koprivnica.
Koprivnica (en serbe cyrillique : Копривница) est un village de Serbie situé sur le territoire de la ville de Novi Pazar, district de Raška. Au recensement de 2011, il comptait 88 habitants.
Milunka Savić (1888–1973), femme la plus décorée de la Grande Guerre, y est née.

## Démographie
| 1948 | 1953 | 1961 | 1971 | 1981 | 1991 | 2002 | 2011 |
| ---- | ---- | ---- | ---- | ---- | ---- | ---- | ---- |
| 41   | 48   | 60   | 56   | 40   | 23   | 12   | 88   |

|  |